# Кириархат
В феминистской теории кириархат (буквально «правление господина», от др.-греч. κύριος — «господин, хозяин» и ἀρχή — «власть, господство») является социальной системой или совокупностью взаимосвязанных социальных систем, построенных вокруг господства, угнетения и подчинения. Неологизм был придуман Элизабет Шюсслер Фьоренца в 1992 году для описания взаимосвязанных, взаимодействующих и самостоятельно расширяющихся систем господства и подчинения, в которых один человек может быть угнетён в одних отношениях и привилегирован в других. Это интерсекциональное расширение идеи патриархата за пределы гендера. Кириархат включает в себя сексизм, расизм, эйблизм, эйджизм, гомофобию, трансфобию, классизм, ксенофобию, adultism, adultcentrism, экономическую несправедливость, тюремно-промышленный комплекс, эфебифобию, геронтофобию, колониализм, милитаризм, этноцентризм, антропоцентризм, спесишизм и другие формы доминирующих иерархий, в которых подчинение одного человека или группы другому интернализируется и институционализируется.

## Этимология
Термин «кириархат» был введён Элизабет Шюсслер Фьоренца в 1992 году, когда она опубликовала свою книгу «Но она сказала: феминистские практики библейского толкования» (англ. But She Said: Feminist Practices of Biblical Interpretation). Он происходит от древнегреческого κύριος — «господин, хозяин» и ἀρχή — «власть, господство». Однако слово κυριαρχία существовало в новогреческом языке до создания этого неологизма и означает «суверенитет», то есть власть суверена.

## Использование
Первоначально этот термин был разработан в контексте феминистского богословского дискурса и использовался в некоторых других областях науки как негендерный дескриптор систем власти, в отличие от патриархата. Он также широко используется вне научного контекста.
Курдско-иранский журналист и борец за права человека Бехруз Бучани описал австралийский центр по приёму беженцев на острове Манус как кириархальную систему. Такую, где пересекаются различные формы угнетения; угнетение не случайное, а целенаправленное, предназначенное для изоляции и создания трений между заключёнными, ведущих к отчаянию и сломлению духа. Он подробно описывает это в своём автобиографическом рассказе о следственном изоляторе «No Friend But the Mountains».

## Структурные позиции
Элизабет Шюсслер Фьоренца описывает взаимозависимые «стратификации гендера, расы, класса, религии, гетеросексизма и возраста» как структурные положения, приписанные при рождении. Она предполагает, что люди занимают несколько позиций, и что положения с привилегиями становятся узловыми точками, через которые они переживаются. Например, в контексте, где в основе привилигированного положения лежит гендер (например, при патриархате), он становится узловой точкой, через которую переживаются сексуальность, раса и класс. В контексте, где класс является первичным привилегированным положением (то есть классовая дискриминация), гендер и раса переживаются через классовую динамику. Фьоренца подчёркивает, что кириархат не является иерархической системой, поскольку он не фокусируется на одной точке господства. Вместо этого он описывается как «сложная пирамидальная система», в которой те, кто находится внизу пирамиды, испытывают «всю мощь кириархального угнетения». Кириархат признается как статус-кво, и поэтому его репрессивные структуры не могут быть признаны.
Чтобы поддерживать эту систему, кириархат полагается на создание обслуживающего класса, расы, гендера или людей. Положение этого класса усиливается через «образование, социализацию, грубое насилие и мейлстримную рационализацию». Теолог Валдис Тераудкалнс предполагает, что эти структуры угнетения самоподдерживаются интернализированным угнетением. Те, кто обладает относительной властью, как правило, остаются у власти, в то время как те, кто не обладает, остаются бесправными. Структуры притеснения также усиливаются и подпитывают друг друга.